# Blobbing
Blobbing-ul este o activitate pe apă, în aer liber unde un participant se așază pe un articol gonflabil în formă de țeavă, parțial umflat (blob), după care un alt participant sare pe partea opusă a blobului, în urmă căruia primul participant este lansat în aer.
Această activitate este cunoscută și foarte populară în America de Nord. 
Pot fi efectuate diverse trucuri și scheme cât timp participantul este în aer.
Blobul are de obicei 10 metri lungime și 3 metri lățime. Înălțimea recomandată a turnului de unde se sare este de  5 metri de la suprafața apei și 3 metri de la suprafața blobului.

## Recordul mondial
Din anul 2011 a intrat in Cartea Recordurilor de la Guinness cu cel mai înalt salt de 17 metri, eveniment organizat în Cham, Elveția.